# Journal of Avian Biology
Journal of avian biology è una delle pubblicazioni scientifiche dell'organizzazione scandinava Oikos Editorial Office.  La rivista pubblica articoli specifici - empirici o teorici - su tutti gli aspetti dell'ornitologia, in particolare sull'ecologia comportamentale e l'evoluzione.
Journal of avian biology era preceduta da Ornis Scandinavica, pubblicata dalla Scandinavian Ornithologists' Union con un ritmo trimestrale dal 1970 al 1973 (ISSN : 0030-5693).